# Riegel no Kaiserstuhl
Riegel no Kaiserstuhl (em alemão:  Riegel am Kaiserstuhl) é um município da Alemanha, no distrito de Emmendingen, na região administrativa de Friburgo, estado de Baden-Württemberg.